# 염류토양
염류토양(鹽類土壤)은 염류화 작용(염류집적)에 의해 만들어진 토양 전반을 의미하며, 여기에는 알칼리백토(colonchak)와 알칼리흑토(solonetz) 등이 포함된다.

## 생성과정
염류화 작용이란 건조기후 하(강수량보다 증발량이 많은 기후를 의미한다.)에서 지하수에 포함된 염기가 수분이동을 따라 지하에서 표층으로 이동되어 표층에 집적되는 작용을 말한다.
즉 염분이 포함된 지하수가 존재하고 강수량보다 증발량이 많은 지역에서는 표층에 염류가 집적되어 단단한 층을 형성하는데, 이를 solonchak 라고 하며 미국에서는 colonchak 을 알칼리백토 라고도 한다. 염류토양(saline soil)은 이와 같은 것을 일괄하여 말하며 염기가 다량 함유되어 잇는 습윤토가 건조되었을 때 표토에 균열이 생길 경우 이것을 takyl 라고 부른다.
표층에 집적된 염류 성분중 Na 성분이 특히 우세할 경우 이것을 알칼리흑토(solonetz) 라고 부른다.
알칼리 백토의 경우 투수성/통기성과 같은 물리적 성질은 비교적 양호하나 알칼리 흑토는 투수성/통기성도 매우 불량하다. 알칼리 흑토는 Na 이 점토 입자를 분산시켜 분산된 점토 입자로 하여금 토양의 빈 공간을 막아 투수성과 통기성을 불량하게 만든다.

## 농경지로서의 가치
이와같은 염류토양은 작물에 수분을 공급하는 능력이 대단히 불량하고(물의 염도가 식물체내의 염도보다 높으면 작물은 물을 흡수할 수 없다. 대부분의 식물이 바닷물에 닿으면 오히려 물을 빼앗기고 말라죽는 것이 이와같은 이유이다) 집적된 염류가 양분의 흡수를 방해하므로 작물의 생육이 사실상 불가능할 정도로 농경지로는 부적합하다.
알칼리백토의 경우 대량의 관개를 통해 표층에 집적된 염류를 제거할 수 있다면 작물에 필요한 무기성분이 풍부하므로 비옥토가 될 여지는 남아 있다.
그러나 알칼리흑토의 경우 대량의 관개를 통해 표층에 집적된염류를 제거해도 토양의 물리적 성질이 불량하므로 대량의 석회와 같이 토양의 물리적 성질을 개량할 토양개량제의 추가적인 투입이 불가피하다.
염류토양들은 기후적으로 건조기후대에 속해 있는 경우가 많으므로 관개에 필요한 관개수의 공급 역시 매우 어려우므로, 대부분의 염류토양은 농경지로서 이용되지 못하고 방치된다.

## 같이 보기
- 양이온 교환 용량
- 점적 관개
- 비료
- 토양비옥도
- 토양 pH
- 염류집적